# 3876 Quaide
3876 Quaide је астероид главног астероидног појаса са средњом удаљеношћу од Сунца која износи 3,019 астрономских јединица (АЈ).
Апсолутна магнитуда астероида је 11,5 а геометријски албедо 0,111.